# Joan Oliver Araujo
Joan Oliver Araujo (Palma, 1959) és un professor i escriptor mallorquí, catedràtic de Dret Constitucional de la Universitat de les Illes Balears.
Ha escrit obres com La II República en Baleares: elecciones y partidos políticos (Ensayo de sociología electoral balear) (Institut d'Estudis Baleàrics, 1983), El recurs d'empara (Universitat de les IIIes Balears, 1986); El sistema polític de la Constitució espanyola de 1931 (1991); L'objecció de consciència al servei militar (Editorial Cívitas-Universitat de les Illes Balears, 1993); Política i Dret (Tirant lo Blanch, 1996); La Constitució dia a dia (Tirant lo Blanch, 2003) o Els sistemes electorals autonòmics (Generalitat de Catalunya, 2011); entre d'altres.
Tant la llicenciatura com el doctorat van ser guardonats amb distinció. En 1983 va ser becat per la Faculté Internationale de Droit Comparé (Estrasburg) i el 1988 va ampliar els seus estudis en el Departament de Dret Constitucional de la Università degli Studi di Siena.
Oliver Araujo és catedràtic de Dret Constitucional a la UIB des de 1992 i membre del Consell Consultiu de les Illes Balears des de 1993. Ha estat president de d'aquest Consell i secretari general de la UIB. Va obtenir el Premi de Dret 1981, el Premi Nicolás Pérez Serrano el 1985 i el Premi Josep Maria Vilaseca i Marcet 2010. És Professor Distingit de la Universitat Nacional Major de San Marcos (Perú), professor visitant de la Universitat Tecnològica del Perú, i Convidat Distingit de l'Ajuntament de Xalapa (Mèxic). Imparteix cursos i seminaris en diverses universitats d'Europa i Amèrica Llatina. És membre del Col·legi d'Advocats de Madrid.
Va estar casat amb l'escriptora i professora mallorquina, Maria de la Pau Janer. No van tenir fills.